# Карл Хансович Юнгхольц

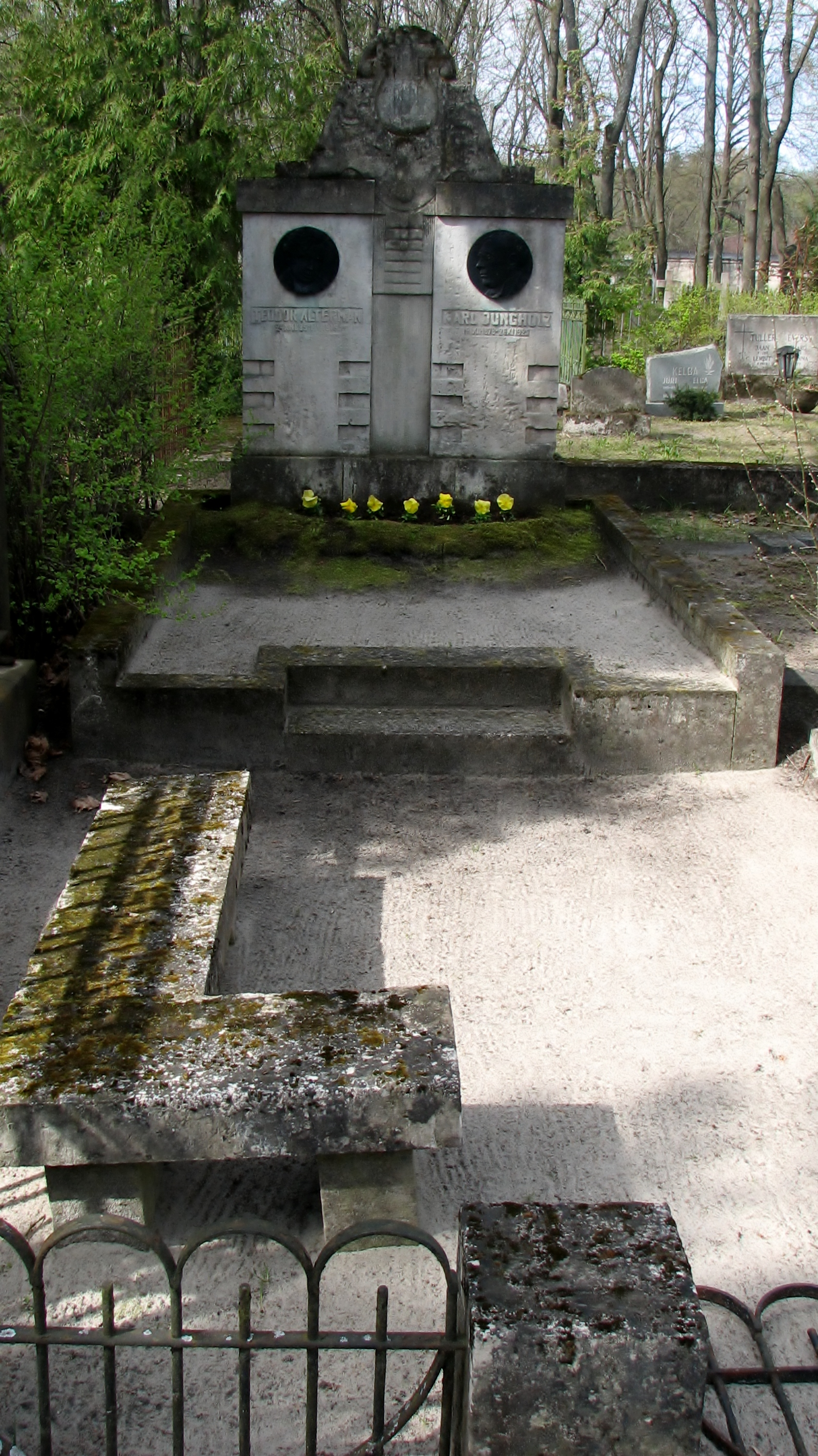
Могили Теодора Альтермана (ліворуч) та Карла Юнгхольця (праворуч)

Карл Хансович Юнгхольц (ест. Karl Jungholz; 21 грудня 1878, Ківі-Ярве, Естляндська губернія, Російська імперія — 26 листопада 1925, Таллінн) — російський естонський режисер, актор, театральний педагог, театральний діяч. Один із засновників професійного театру в Естонії.

## Біографія
Сценічну діяльність розпочав на початку XX століття. У 1901—1905 роках був керівником театрального гуртка «Таара» в Юр'єві. У 1907—1908 роках працював у театрі «Ванемуйне», у 1909—1914 і з 1915 року — у театрі «Естонія».
Сприяв утвердженню реалізму в естонському сценічному мистецтві, створенню ансамблю виконавців вистави, постановці п'єс суспільно-значимого та соціально-критичного репертуару (Г. А. Ібсен, Еге. Вільде та інших).
Сильний вплив на нього мала творчість Про. Брама та М. Рейнхардта.
Режисерська робота До. Юнгхольца вирізнялася ретельністю психологічного аналізу, прагненням до деталізації. Він передавав побутові подробиці (особливо у ранніх постановках), домагався створення на сцені точної атмосфери дії.

## Найкращі постановки
- «Отелло» (1910) Шекспіра,
- «Король Лір» (1911) Шекспіра,
- «Гамлет» (1913) Шекспіра,
- «На хуторі Пюве» (1911, 1925) Кіцберга,
- «Перевертень» (1915) Кіцберга,
- «Егмонт» Гете (1912),
- «Вільгельм Телль» Фрідріха Шіллера (1921)
- «Невловиме диво» Еге. Вільде (1925) та інших.

Похований на Олександро-Невському цвинтарі в Таллінні в одній могилі з Теодором Альтерманом (1885—1915).